# Léon Vergnole
Léon Vergnole, né le 30 septembre 1893 à Roziers-Saint-Georges (Haute-Vienne) et mort le 24 août 1958 à Nîmes, est un homme politique français. Adhérent du Parti communiste français, il est membre du Conseil de la République de 1946 à 1948 et maire de Nimes de 1945 à 1947.

## Biographie
Léon Vergnole naît le 30 septembre 1893 à Roziers-Saint-Georges dans la Haute-Vienne. Il est ouvrier métallurgiste. Syndiqué à la CGTU, il est secrétaire du syndicat à l'usine Fouga à Béziers de 1927 à 1929.
À la fin de 1929, il est membre du bureau régional du Parti communiste.
Il se présente aux élections législatives de 1936 à Nîmes et se désiste au second tour en faveur du député socialiste sortant Léon Silvestre. Il échoue également aux élections du conseil général dans le canton de Vauvert en 1937.
Léon Vergnole est arrêté le 4 mars 1939 pour propagande communiste et emprisonné à la citadelle de Sisteron. Il parvient à s'en échapper et rejoint à la Résistance.
En mai 1945, il est élu maire de Nîmes et exerce cette fonction jusqu'en mai 1947. Il est ensuite conseiller municipal jusqu'en 1953. Le 8 décembre 1946, il remporte l'élection pour le premier Conseil de la République pour un mandat qui s'achève le 7 novembre 1948, n'étant pas réélu.
Il figure sur la liste menée par Gabriel Roucaute pour les législatives de 1951 puis 1956, mais il n'est pas en position éligible.
Léon Vergnole meurt le 24 août 1958 à Nîmes à l'âge de 64 ans.

## Distinctions
Léon Vergnole avait reçu la médaille de la Résistance.